# ハグロオナガモズ
ハグロオナガモズ（羽黒尾長百舌、学名：Lanius excubitoroides）は、エチオピア区（アフリカ）に生息するモズ。